# Jane Wyman

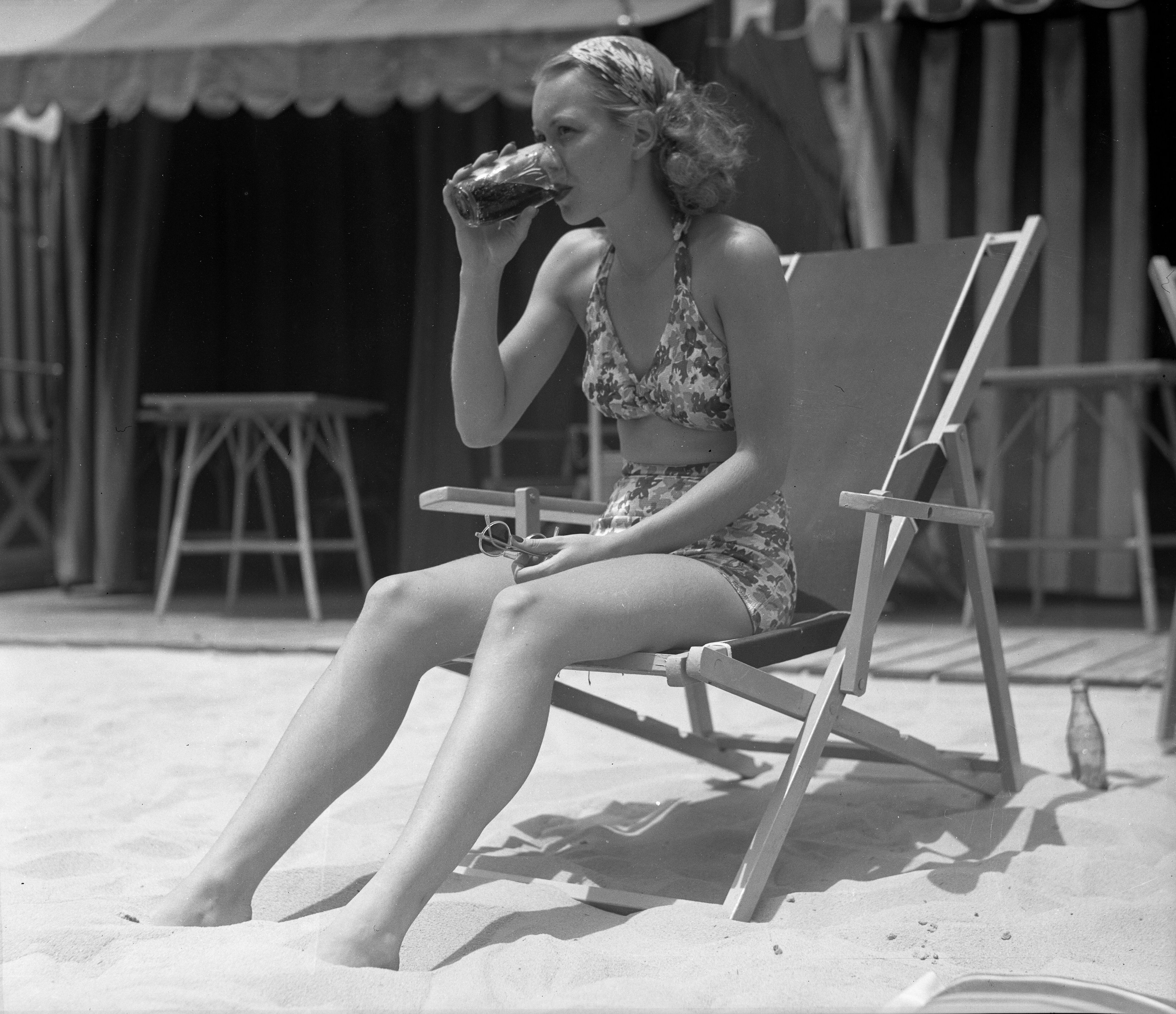
Jane Wyman en la playa en 1935.

Sarah Jane Mayfield, más conocida como Jane Wyman (St. Joseph, Misuri, 5 de enero de 1917-Palm Springs, California, 10 de septiembre de 2007), fue una actriz estadounidense de cine y televisión, ganadora de un Premio Óscar a la mejor actriz por la película Belinda. También fue muy popular por su papel protagonista en la exitosa serie televisiva de los años ochenta Falcon Crest, donde interpretaba a la malvada Angela Channing. Fue la primera esposa del actor y posteriormente presidente de los Estados Unidos Ronald Reagan, con el que estuvo casada ocho años y tuvo tres hijos.

## Biografía y carrera

### Primeros años
Su padre, Manning Jefferies Mayfield (1885-1922), era obrero en una empresa de cereales, mientras que su madre, Gladys Hope Christian (1891-1960), era secretaria y taquígrafa de un médico. Tras cinco años de matrimonio, sus padres se divorciaron en octubre de 1921. Un año después, su padre falleció a consecuencia de un infarto. Su madre se mudó a Cleveland, dejando a Sarah con unos vecinos.
Jane Wyman debuta en 1932, en los inicios del cine sonoro, y en los años siguientes trabaja en papeles secundarios en dramas y comedias representativas de la época, como El rey del burlesque (1935, Sidney Lanfield), comedia musical en que aparecía junto con Warner Baxter; la magistral comedia -screwall comedy o comedia loca- de Gregory La Cava Al servicio de las damas (1936), al lado de William Powell y Carole Lombard; la comedia Caín y Mabel (1936), en compañía de Clark Gable y Marion Davies; el musical nominado a un premio Óscar Mr. Dodd (1937, Alfred E. Green), o la inteligente comedia costumbrista The Crowd Roars (1938), de Michael Curtiz, junto con Errol Flynn y Rosalind Russell.
La década de 1940 supone su empuje definitivo hacia un estrellato de moderada duración (desde 1945 hasta 1960, aproximadamente), y su especialización en personajes de corte melodramático. Estuvo bastante desaprovechada para la comedia, pese a sus dotes para el vodevil musical o la comedia ligera, pero fue entonces cuando la actriz encuentre cada vez más papeles a la medida de sus posibilidades en filmes como el thriller Larceny Inc. (1940), al lado de Edward G. Robinson; la comedia Mi espía favorita (1942), junto con Bob Hope, en una de sus mejores películas, y Madeleine Carroll; la comedia romántica La princesa O'Rourke (1943, Norman Krasna), en compañía de Olivia de Havilland y Dennis O'Keefe, o el musical patriótico-propagandístico de 1944 Hollywood Canteen, de Delmer Daves, junto con un desfile de estrellas de la época que realizan un cameo para animar a los soldados norteamericanos en el frente con canciones, humor, etc. Esta última película pertenece a un subgénero que comparte con Tres días de amor y fe, de Frank Borzage (1942), por ejemplo.

### Con Billy Wilder, Hitchcock, Frank Capra...
La etapa de esplendor de Jane Wyman en el cine arrancó a finales de los años 40 y se prolongó durante la década siguiente. En 1949 ganó el Óscar a la mejor actriz interpretando a una mujer sordomuda en Belinda (1948), y obtuvo tres nominaciones más: en 1947, por El despertar (The Yearling); en 1951, por No estoy sola (The blue veil), y en 1955, por Obsesión (Magnificent obsession). 
En 1945, Wyman logra una gran popularidad con su magnífica interpretación en uno de los dramas sobre el alcoholísmo más emblemáticos de la historia: Días sin huella, del maestro Billy Wilder. En la cinta, la actriz hace de esposa de un escritor torturado y en crisis emocional, (Ray Milland), que no logra salir de la espiral de alcohol en que se encuentra. Junto con ellos, destaca también el actor Phillip Terry. El reconocimiento que Jane consigue con este film (ganador de cuatro Óscar) le permite acceder a producciones de los grandes estudios, donde va demostrando su versatilidad. 
Comienza así su mejor época en el cine, actuando en el biopic suavizado de Cole Porter Noche y día (1946, Michael Curtiz), junto con Cary Grant y Alexis Smith; en el clásico drama rural El despertar (1946, Clarence Brown), con Gregory Peck y Chill Wills; en el imitado western Cheyenne (1947, Raoul Walsh), junto con James Craig; en la preciosa comedia costumbrista Ciudad mágica (1947, William A. Wellman), en compañía de James Stewart y Kent Smith; en el fabuloso melodrama por el que ganara su merecido Óscar, Belinda (1948, Jean Negulesco), al lado de Lew Ayres y Agnes Moorehead; como estrella invitada en la comedia ¡Qué gran sensación! (1949, David Butler), y en el drama de suspense del gran Alfred Hitchcock Pánico en la escena (1950), con Michael Wilding y Marlene Dietrich. En esta última ya se comportaba como estrella, y durante su rodaje se quejaba de tener que aparecer en pantalla menos bella y favorecida que la Dietrich, aunque su papel lo exigiera así.
Como todo astro de la pantalla, pasados los primeros dos o tres años de reinado, la propia industria comienza a probarla en todo tipo de producciones (incluida alguna de serie B), pero la Wyman demuestra su talento en todas ellas: El zoo de cristal (1950, Irving Rapper), en su primera versión cinematográfica -es una asfixiante obra teatral de Tennessee Williams-, junto con un casi debutante Kirk Douglas; Tres hombres llamados Mike (1951, Charles Walters), comedia romántica tan sencilla como entrañable, al lado de Van Johnson y Howard Keel; Aquí viene el novio (1951, Frank Capra), comedia romántica de escaso éxito pero bien interpretada por Jane y por Bing Crosby; No estoy sola (1951, Curtis Bernhardt), melodrama de buen tono pero "concebido" para ser oscarizable; La historia de Will Rogers (1952, Michael Curtiz), en la vida del célebre cómico y actor del primer Hollywood, al que ahora interpretaba su hijo en la vida real y también actor (Will Rogers Jr.); Amor a medianoche (1953, Alexander Hall), comedia que versionaba el clásico La pícara puritana de 1937, con Ray Milland y Aldo Ray, o Trigo y esmeralda (1953, Robert Wise), sufrido melodrama con una historia ya llevada anteriormente a la pantalla, donde compartía cartel con Sterling Hayden.

### Con Douglas Sirk y últimos años en cine

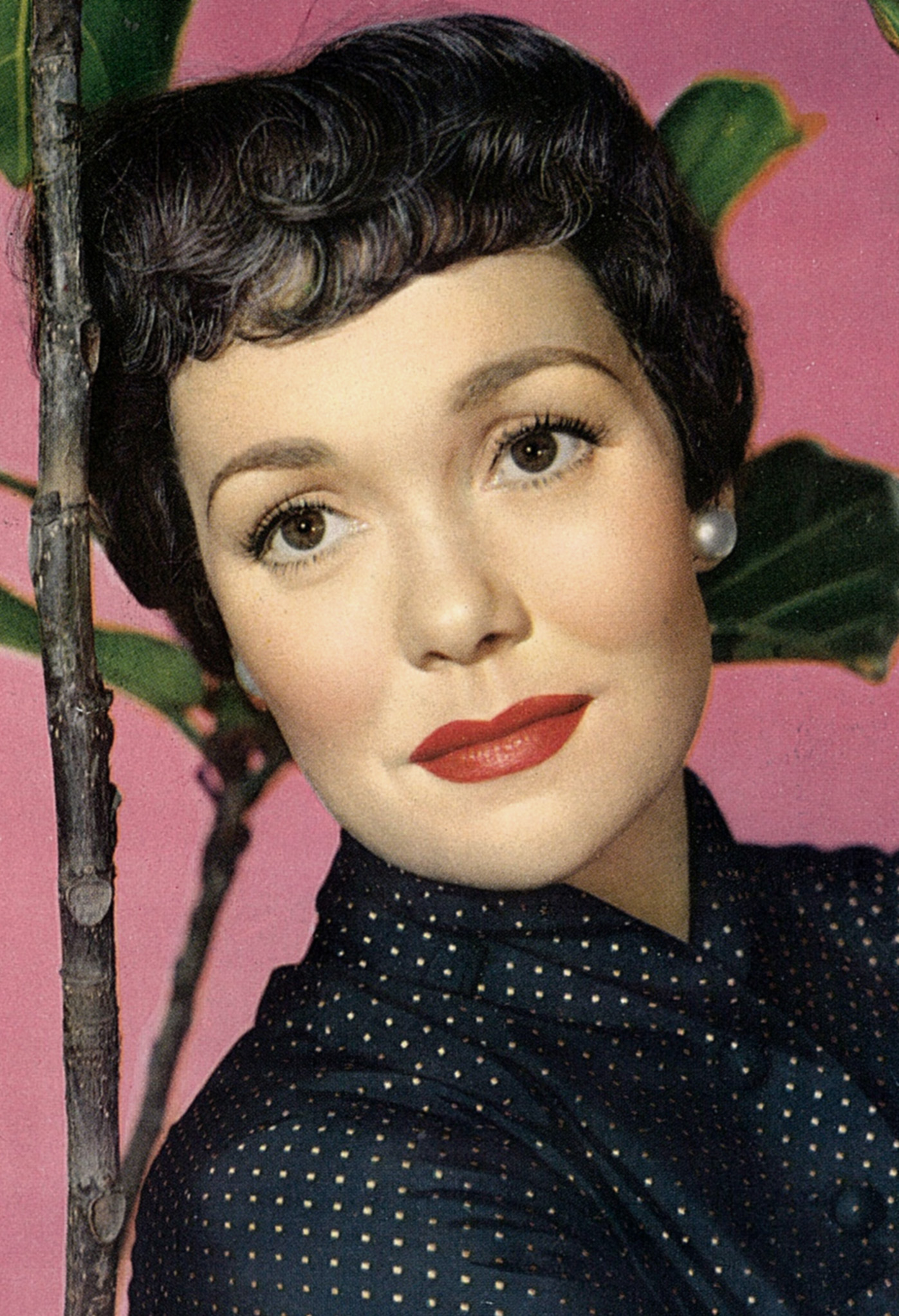
Jane Wyman, en 1953.

1954 supone su primer encuentro con el gran director de melodramas Douglas Sirk, que la emparejó con el galán Rock Hudson en dos de sus películas más populares de los 50 para la Universal: Obsesión (1954), donde interpretaba el papel de una mujer que queda ciega tras un accidente, y Solo el cielo lo sabe (1955), donde otro argumento típicamente melodramático servía de excusa al director para realizar un ejercicio de estilo hoy insuperable. Los 50 terminan con dos éxitos populares que aguantan bien el paso del tiempo: la amable comedia melodramática Milagro bajo la lluvia (1956, Rudolph Maté), de nuevo con Van Johnson, y Pollyanna, en versión Disney de 1960, superando en espectadores la vieja versión de la novela que Mary Pickford estrenara en 1920.
Uno de sus últimos filmes, Los conflictos de papá (1962, James Neilson), es una agradable distracción familiar en la que aparecía con Fred MacMurray.

### Su conversión al catolicismo
Tras concluir la Segunda Guerra Mundial, el matrimonio Reagan contrató a una niñera irlandesa para que cuidara a sus hijos pequeños Maureen y Michael. Se llamaba Agnes Roddy, y era católica. Todas las mañanas acudía a misa. Al final del día Jane averiguó que Agnes iba a misa. Posteriormente, en la década de los cuarenta y cincuenta, había en Hollywood una comunidad católica vibrante, integrada por diversas estrellas: Loretta Young, Spencer Tracy, Ricardo Montalbán, June Haver, Claudette Colbert, Irene Dunne. Cuando actuaban juntos en alguna película solían asistir a la iglesia del Buen Pastor, en Beverly Hills.
Jane comenzó a asistir con Loretta Young a misa, tras haberse divorciado de Reagan. Intentaba curar la herida producida por la pérdida de su bebé Christina, fallecida el 26 de junio de 1947.
En la película The Blue Veil, la protagonista había perdido a su hijo recién nacido. Rodada en el interior de la catedral de San Patricio, en Nueva York, la película supuso un tremendo impacto para ella. 
El 8 de diciembre de 1954 se bautizó junto con Michel y Maureen en la iglesia del Buen Pastor, de manos del P. Francis Oberne. Un mes antes, el 7 de noviembre de 1954, se había divorciado de su cuarto marido, Frederick M. Karger, director y compositor de música en Hollywood.
Fue muy generosa con diversas instituciones católicas: Covent House de Hollywood y el monasterio de Nuestra Señora de los Ángeles, de las monjas dominicas.

### Estrella de televisión
No será hasta 1981, en plena era Reagan, cuando la Wyman resurja de sus cenizas en un papel de malvada matriarca de una familia con viñedos en la teleserie-culebrón estadounidense Falcon Crest, ideada por el inevitable Earl Hammer. Ya en los años 50 había tenido su propio programa de televisión, Jane Wyman Presents The Fireside Theatre. 
Tras muchos años de retiro, Jane Wyman consiguió un éxito extraordinario con Falcon Crest, que estuvo nueve años en antena y se emitió en medio mundo. En ella, Jane interpretó un papel muy diferente al que le había hecho famosa en los años 50. Mientras en aquella época interpretaba heroínas abnegadas, en Falcon Crest era una matriarca astuta y poderosa que con tal de proteger a su familia y a su legado era capaz de urdir artimañas de cualquier tipo. Por su famoso papel de Angela Channing, ganó cuatro Globos de Oro en cuatro años consecutivos. Hacia 1989 la salud de la actriz empeoró, y tuvo que dejar la serie en su última temporada, a la que volvió esporádicamente al final.

### Fallecimiento
Jane Wyman falleció el lunes 10 de septiembre de 2007 a los 90 años de edad en su casa en Palm Springs, habiendo sufrido por varios años de artritis y diabetes. El hijo de Wyman, Michael Reagan, dio una declaración pública en la que dijo: «He perdido a una madre amorosa; mis hijos, Cameron y Ashley, han perdido a una abuela amorosa; mi esposa, Collen, ha perdido a una gran amiga a la que llamaba mamá, y Hollywood perdió a una de las damas más elegantes que han aparecido en el cine».
El último día de su vida, al no encontrarse bien, le llevaron la comunión. Cuando llegaron sus cuidadores, Rosa y Hans, ella se despidió de ellos con la mano. Después se dio la vuelta y falleció. La enterraron en el cementerio de Forest Lawn, en Cathedral City, en un sencillo ataúd de pino, vestida con un hábito.

## Filmografía

### Cine
| Año  | Título                                | Personaje                    | Notas         |
| ---- | ------------------------------------- | ---------------------------- | ------------- |
| 1932 | The Kid from Spain                    | Muchacha Goldwyn             | No acreditada |
| 1933 | Elmer, the Great                      | Espectadora de juego         | No acreditada |
| 1933 | Gold Diggers of 1933                  | Trepadora                    | No acreditada |
| 1934 | All the King's Horses                 | Chorine                      | No acreditada |
| 1934 | College Rhythm                        | Chorine                      | No acreditada |
| 1935 | Broadway Hostess                      | Muchacha de coro             | No acreditada |
| 1935 | Rumba                                 | Muchacha de coro             | No acreditada |
| 1935 | George White's 1935 Scandals          | Chorine                      | No acreditada |
| 1935 | Stolen Harmony                        | Chorine                      | No acreditada |
| 1936 | King of Burlesque                     | Bailarina                    | No acreditada |
| 1936 | Freshman Love                         | Co-Ed                        | No acreditada |
| 1936 | Anything Goes                         | Muchacha de coro             | No acreditada |
| 1936 | Bengal Tiger                          | Saloon Girl                  | No acreditada |
| 1936 | My Man Godfrey                        | Socialite                    | No acreditada |
| 1936 | Stage Struck                          | Bessie Funfnick              | No acreditada |
| 1936 | Cain and Mabel                        | Muchacha de coro             | No acreditada |
| 1936 | Here Comes Carter                     | Enfermera                    | No acreditada |
| 1936 | The Sunday Round-Up                   | Butte Soule                  | Corto         |
| 1936 | Polo Joe                              | Muchacha en el campo de polo | No acreditada |
| 1936 | Gold Diggers of 1937                  | Muchacha de coro             | No acreditada |
| 1937 | Smart Blonde                          | Dixie the Hat Check Girl     |               |
| 1937 | Ready, Willing, and Able              | Dot                          |               |
| 1937 | The King and the Chorus Girl          | Babette Latour               |               |
| 1937 | Slim                                  | Muchacha de Stumpy           |               |
| 1937 | Little Pioneer                        | Katie Snee                   | Corto         |
| 1937 | The Singing Marine                    | Joan                         |               |
| 1937 | Public Wedding                        | Florence Lane Burke          |               |
| 1937 | Mr. Dodd Takes the Air                | Marjorie Day                 |               |
| 1937 | Over the Goal                         | Co-Ed                        | No acreditada |
| 1938 | The Spy Ring                          | Elaine Burdette              |               |
| 1938 | He Couldn't Say No                    | Violet Coney                 |               |
| 1938 | Fools for Scandal                     | Party Guest                  | No acreditada |
| 1938 | Wide Open Faces                       | Betty Martin                 |               |
| 1938 | The Crowd Roars                       | Vivian                       |               |
| 1938 | Brother Rat                           | Claire Adams                 |               |
| 1939 | Tail Spin                             | Alabama                      |               |
| 1939 | The Kid from Kokomo                   | Marian Bronson               |               |
| 1939 | Torchy Blane... Playing with Dynamite | Torchy Blane                 |               |
| 1939 | Kid Nightingale                       | Judy Craig                   |               |
| 1939 | Private Detective                     | Myrna "Jinx" Winslow         |               |
| 1940 | Brother Rat and a Baby                | Claire Terry                 |               |
| 1940 | An Angel from Texas                   | Marge Allen                  |               |
| 1940 | Flight Angels                         | Nan Hudson                   |               |
| 1940 | Gambling on the High Seas             | Laurie Ogden                 |               |
| 1940 | My Love Came Back                     | Joy O'Keefe                  |               |
| 1940 | Tugboat Annie Sails Again             | Peggy Armstrong              |               |
| 1941 | Honeymoon for Three                   | Elizabeth Clochessy          |               |
| 1941 | Bad Men of Missouri                   | Mary Hathaway                |               |
| 1941 | The Body Disappears                   | Joan Shotesbury              |               |
| 1941 | You're in the Army Now                | Bliss Dobson                 |               |
| 1942 | Larceny, Inc.                         | Denny Costello               |               |
| 1942 | My Favorite Spy                       | Connie                       |               |
| 1942 | Footlight Serenade                    | Flo La Verne                 |               |
| 1943 | Princess O'Rourke                     | Jean Campbell                |               |
| 1944 | Make Your Own Bed                     | Susan Courtney               |               |
| 1944 | The Doughgirls                        | Vivian Marsden Halstead      |               |
| 1944 | Crime by Night                        | Robbie Vance                 |               |
| 1945 | The Lost Weekend                      | Helen St. James              |               |
| 1946 | One More Tomorrow                     | Frankie Connors              |               |
| 1946 | Night and Day                         | Gracie Harris                |               |
| 1946 | The Yearling                          | Orry Baxter                  |               |
| 1947 | Cheyenne                              | Ann Kincaid                  |               |
| 1947 | Magic Town                            | Mary Peterman                |               |
| 1948 | Johnny Belinda                        | Belinda McDonald             |               |
| 1949 | A Kiss in the Dark                    | Polly Haines                 |               |
| 1949 | The Lady Takes a Sailor               | Jennifer Smith               |               |
| 1950 | Stage Fright                          | Eve Gill                     |               |
| 1950 | The Glass Menagerie                   | Laura Wingfield              |               |
| 1951 | Three Guys Named Mike                 | Marcy Lewis                  |               |
| 1951 | Here Comes the Groom                  | Emmadel Jones                |               |
| 1951 | The Blue Veil                         | Louise Mason                 |               |
| 1952 | The Story of Will Rogers              | Betty Rogers                 |               |
| 1952 | Just for You                          | Carolina Hill                |               |
| 1953 | Three Lives                           | Comentadora                  | Corto         |
| 1953 | Let's Do It Again                     | Constance "Connie" Stuart    |               |
| 1953 | So Big                                | Selina DeJong                |               |
| 1954 | Magnificent Obsession                 | Helen Phillips               |               |
| 1955 | All That Heaven Allows                | Cary Scott                   |               |
| 1955 | Lucy Gallant                          | Lucy Gallant                 |               |
| 1956 | Miracle in the Rain                   | Ruth Wood                    |               |
| 1959 | Holiday for Lovers                    | Sra. Mary Dean               |               |
| 1960 | Pollyanna                             | Polly Harrington             |               |
| 1962 | Bon Voyage!                           | Katie Willard                |               |
| 1969 | How to Commit Marriage                | Elaine Benson                |               |

- Hollywood Canteen (1944)

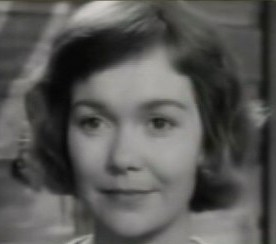
Wyman interpretando a Johnny Belinda, el papel que le daría el Óscar en Belinda.

- It's a Great Feeling (1949) (cameo)
- * ''Starlift'' (1951) (cameo)
- * ''Hollywood Mothers and Fathers'' (1955)

### Televisión
| Año       | Título                                      | Personaje                  | Notas                                                                  |
| --------- | ------------------------------------------- | -------------------------- | ---------------------------------------------------------------------- |
| 1955      | G.E. True Theater                           | Dr. Amelia Morrow          | Episodio: "Amelia"                                                     |
| 1955–1958 | Jane Wyman Presents                         | Varios                     | 49 episodios                                                           |
| 1958      | Wagon Train                                 | Dra. Carol Ames Willoughby | Episodio: "The Doctor Willoughby Story"                                |
| 1959      | Lux Video Theatre                           | Selena Shelby              | Episodio: "A Deadly Guest"                                             |
| 1960      | Westinghouse Desilu Playhouse               | Dra. Kate                  | Episodio: "Dr. Kate"                                                   |
| 1960      | Startime                                    | Anfitrión                  | Episodio: "Academy Award Songs"                                        |
| 1960      | Checkmate                                   | Joan Talmadge              | Episodio: "Lady on the Brink"                                          |
| 1961      | The Investigators                           | Elaine                     | Episodio: "Death Leaves a Tip"                                         |
| 1962      | Wagon Train                                 | Hannah                     | Episodio: "The Wagon Train Mutiny"                                     |
| 1964      | Insight                                     | Marie                      | Episodio: "The Hermit"                                                 |
| 1966      | Bob Hope Presents the Chrysler Theatre      | Addie Joslin               | Episodio: "When Hell Froze"                                            |
| 1967      | Insight                                     | Víctima de Auschwitz       | Episodio: "Why Does God Allow Men to Suffer?"                          |
| 1968      | The Red Skelton Hour                        | Clara Appleby              | Episodio: "18.9"                                                       |
| 1970      | My Three Sons                               | Sylvia Cannon              | Episodio: "Who Is Sylvia?"                                             |
| 1971      | The Failing of Raymond                      | Mary Bloomquist            | Película de televisión                                                 |
| 1972      | The Sixth Sense                             | Ruth Ames                  | Episodio: "If I Should Die Before I Wake"                              |
| 1972–1973 | The Bold Ones: The New Doctors              | Dra. Amanda Fallon         | Episodios: "Discovery at Fourteen" y "And Other Springs I May Not See" |
| 1973      | Amanda Fallon                               | Dra. Amanda Fallon         | Película de televisión (piloto de televisión)                          |
| 1974      | Owen Marshall, Counselor at Law             | Sophia Ryder               | Episodio: "The Desertion of Keith Ryder"                               |
| 1979      | The Incredible Journey of Doctor Meg Laurel | Granny Arrowroot           | Película de televisión                                                 |
| 1980      | The Love Boat                               | Hermana Patricia           | Episodio: "Another Day, Another Time"                                  |
| 1980      | Charlie's Angels                            | Eleanor Willard            | Episodio: "To See an Angel Die"                                        |
| 1981–1990 | Falcon Crest                                | Angela Channing            | 228 episodes                                                           |
| 1993      | Dr. Quinn, Medicine Woman                   | Elizabeth Quinn            | Episodio: "The Visitor"                                                |

- Summer Playhouse (presentadora en 1957)

## Apariciones en la radio
| Programa                 | Episodio                 | Fecha                   | Notas                                                            |
| ------------------------ | ------------------------ | ----------------------- | ---------------------------------------------------------------- |
| Burns and Allen          | Gracie's Christmas Party | 25 de diciembre de 1947 | Wyman actuó por Gracie Allen, debido a enfermedad de la estrella |
| Screen Guild Players     | The Lost Weekend         | 7 de enero de 1946      |                                                                  |
| Screen Guild Players     | Saturday's Children      | 2 de junio de 1947      |                                                                  |
| Hollywood Star Playhouse | A Letter from Laura      | 24 de febrero de 1952   |                                                                  |
| Hallmark Playhouse       | Whistler's Mother        | 8 de mayo de 1952       |                                                                  |
| Lux Radio Theatre        | The Blue Veil            | 24 de noviembre de 1952 |                                                                  |

## Premios y distinciones
| Año  | Otorgo               | Premio                                       | Trabajo                                  | Resultado |
| ---- | -------------------- | -------------------------------------------- | ---------------------------------------- | --------- |
| 1946 | Premios Óscar        | Mejor actriz                                 | The Yearling                             | Nominada  |
| 1948 | Golden Globe Award   | Mejor actriz – Motion Picture Drama          | Johnny Belinda                           | Ganadora  |
| 1948 | Premios Oscar        | Mejor actriz                                 | Johnny Belinda                           | Ganadora  |
| 1951 | Golden Globe Award   | Mejor actriz – Motion Picture Drama          | The Blue Veil                            | Ganadora  |
| 1951 | Premios Óscar        | Mejor actriz                                 | The Blue Veil                            | Nominada  |
| 1954 | Premios Óscar        | Mejor actriz                                 | Magnificent Obsession                    | Nominada  |
| 1957 | Primetime Emmy Award | Mejor actriz principal en una serie de drama | Jane Wyman Presents The Fireside Theatre | Nominada  |
| 1959 | Primetime Emmy Award | Mejor actriz principal en una serie de drama | Jane Wyman Presents The Fireside Theatre | Nominada  |
| 1983 | Golden Globe Award   | Mejor actriz – Serie de televisión de drama  | Falcon Crest                             | Nominada  |
| 1984 | Golden Globe Award   | Mejor actriz – Serie de televisión de drama  | Falcon Crest                             | Ganadora  |